# Esperanza (canción de Enrique Iglesias)
«Esperanza» es una canción interpretada por el cantautor español Enrique Iglesias, publicada como el sencillo principal de su tercer álbum de estudio realizado en español titulado Cosas del amor (1998), Fue lanzado por la empresa discográfica Fonovisa el 27 de julio de 1998.

## Información de la canción
La canción fue escrita por el propio Enrique Iglesias y coescrita por Chein García Alonso y con contó con la producción musical de Rafael Pérez Botija, luego de los exitosos sencillos «Experiencia religiosa» y «Revolución». El vídeo musical de «Esperanza» fue dirigido por Emmanuel Lubezki y filmado en Malibú, California en julio de 1998.

## Uso en los medios
La canción Esperanza fue el tema de salida de la telenovela venezolana de la cadena Venevisión El país de las mujeres (1998-1999). Fue protagonizada por Víctor Cámara y Ana Karina Manco, con las actuaciones co-protánogicas de Caridad Canelón, Carolina Perpetuo, Lourdes Valera, Nohely Arteaga, Jean Carlo Simancas y Viviana Gibelli, con las actuaciones antagónicas de Miguel Ángel Landa, Aroldo Betancourt, Ivonne Reyes, y Amanda Gutiérrez.